# Sparasion unidens
Sparasion unidens är en stekelart som beskrevs av Mikhail Vasilievich Kozlov och Kononova 1988. Sparasion unidens ingår i släktet Sparasion och familjen Scelionidae. Inga underarter finns listade i Catalogue of Life.